# Santa Margarida (manzana)
'Santa Margarida es el nombre de una variedad cultivar de manzano (Malus domestica) Esta manzana está cultivada en la colección de la Estación Experimental Aula Dei (Zaragoza) con nº de accesión "3401". Así mismo está cultivada en la colección de germoplasma de la "Fundación Mas Badia". Esta manzana es originaria de la Comunidad autónoma de Cataluña, oriunda de Gerona, variedad antigua muy cultivada antes de la década de 1960.

## Sinónimos
- "Santa Margarida 3401",
- "Poma Santa Margarida",
- "Manzana Santa Margarida".[7]

## Historia
'Santa Margarida' es una variedad de manzana de Cataluña, cuyo cultivo conoció cierta expansión en el pasado, pero que a causa de su constante regresión en el cultivo comercial no conservaban apenas importancia y prácticamente habían desaparecido de las nuevas plantaciones en 1971. Así hay variedades tales como 'Camuesa de Llobregat' y 'Manyaga' que constituían en 1960 el 70% de la producción de manzana en la provincia de Barcelona y se encontraba la primera en otras nueve provincias y la segunda en seis y 'Normanda' que estaba muy difundida hasta 1960 entre los viveristas de Aragón (representaba el 25% de la cosecha en la cuenca del Jiloca). En 1971 Puerta-Romero y Veirat sólo encontraron 184 ha de “Manyaga” (el 31% con más de 20 años), 81 ha de “Camuesa de Llobregat” (el 36% con más de 20 años) y ya no citan al cultivar “Normanda”.
'Santa Margarida' está considerada incluida en las variedades locales autóctonas muy antiguas, cuyo cultivo se centraba en comarcas muy definidas. Se caracterizaban por su buena adaptación a sus ecosistemas y podrían tener interés genético en virtud de su adaptación. Se encontraban diseminadas por todas las regiones fruteras españolas, aunque eran especialmente frecuentes en la España húmeda. Estas se podían clasificar en dos subgrupos: de mesa y de sidra (aunque algunas tenían aptitud mixta).
'Santa Margarida' es una variedad clasificada como de mesa; difundido su cultivo en el pasado por los viveros comerciales y cuyo cultivo en la actualidad se ha reducido a huertos familiares y jardines privados.
El espécimen de la variedad de manzana 'Santa Margarida' del CSIC procede de la "Fundación Mas Badia" que es un centro consorciado con el IRTA situado en La Tallada (Gerona).

## Características
El manzano de la variedad 'Santa Margarida' tiene un vigor alto de tipo ramificado, con porte enhiesto, tamaño de hojas grande; ramos con pubescencia fuerte, de un grosor delgado, con longitud de entrenudos cortos, número de lenticelas pequeño, tipo de ramos fructíferos predominantes sin predominio; época de inicio de floración precoz, sépalos de longitud media, pétalos de longitud corta, y anchura corta. Tubo del cáliz estrecho, pequeño, con los estambres insertos en la mitad.
La variedad de manzana 'Santa Margarida' tiene un fruto de tamaño y peso pequeño; forma globosa cónica abierta, contorno levemente irregular, y ligeramente asimétrico presenta un lateral levemente más corto que el otro; piel fina; con color de fondo verde amarillento, importancia del sobre color medio, siendo el color del sobre color rojizo, siendo su intensidad rubor, reparto del color en la superficie chapa/rayas, presentando una chapa de rubor rojo encima del cual hay rayas finas de color rojo algo más intenso, acusando unas lenticelas pequeñas dispersas algunas verdes otras rojas, y una sensibilidad al "russeting" (pardeamiento áspero superficial que presentan algunas variedades) en las caras laterales ausente o muy débil; pedúnculo con una longitud largo, y un grosor fino, anchura de la cavidad peduncular amplia, profundidad de la cavidad pedúncular poco profunda, y con importancia del "russeting" en cavidad peduncular ausente o muy débil; anchura de la cav. calicina estrecha, profundidad de la cav. calicina poco profunda, y con importancia del "russeting" en cavidad calicina ausente; ojo pequeño, cerrado; sépalos de longitud media, parcialmente extendidos.
Carne de color verdoso, con puntos de vitrificación (concentraciones de azúcares que dan el aspecto de puntos helados); textura blanda; sabor con acidez media, y contenido de azúcares medio; corazón con distinción de la línea fuerte; eje abierto; lóculos carpelares cerrados; semillas medianas, medianamente anchas, de color marrón oscuro.
La manzana 'Santa Margarida' tiene una época de maduración y recolección de fruto muy precoz, a mediados de verano. Época de caída de hoja tardía, en otoño-invierno. Se usa como manzana de mesa fresca, y para la elaboración de sidra.